# Paul Buchheit
Paul T. Buchheit est un ingénieur en informatique et entrepreneur américain, connu pour avoir créé Gmail. Il a développé le prototype original de Google AdSense dans le cadre de son travail sur Gmail. Il a également proposé l'ancienne devise de Google : « Don't be evil » lors d'une réunion en 2000 sur les valeurs de l'entreprise. Cette devise a été initialement inventée en 1999 par l'ingénieur Amit Patel,.

## Enfance et éducation
Buchheit a grandi à New York. Il a fréquenté à la Case Western Reserve University à Cleveland, dans l'Ohio, où il a pratiqué l'aviron.

## Carrière
Buchheit a travaillé chez Intel, puis est devenu le 23e employé de Google. Chez Google, il a commencé à développer Gmail en 2001, avec ses innovations en matière de recherche et de stockage. Il est également à l'origine de ce qui deviendra AdSense. En quittant Google en 2006, Buchheit a créé FriendFeed, qui a été lancé en 2007 avec son partenaire Bret Taylor. FriendFeed a ensuite été acquis par Facebook en 2009 dans le cadre d'une transaction privée qui a fait de Buchheit un employé de Facebook. En 2010, Buchheit a quitté Facebook pour devenir partenaire de la société d'investissement Y Combinator. De 2006 (quand il a commencé à investir) jusqu'en 2008, Buchheit a investi environ 1,21 million de dollars dans 32 entreprises différentes. Il quitta ensuite Facebook pour devenir un business angel à temps plein.
Il continue de superviser ses propres investissements providentiels dans « une quarantaine » de start-ups (selon ses propres estimation) et continue à être actif au sein de Y Combinator.

### Honneurs et certificats
En 2011, Buchheit a remporté le The Economist Innovation Awards dans le domaine de l'informatique et des télécommunications.